# Private Property
Private Property è un brano di Ringo Starr contenuto nell'album Stop and Smell the Roses del 1981 scritto e prodotto da Paul McCartney. In alcuni paesi è stato pubblicato come singolo.

## Pubblicazione
- Negli USA la Boardwalk Entertainment è stato pubblicato un disco promozionale, contenente il mixaggio monofonico della canzone sul lato A e quello stereofonico sul lato B, con il numero di serie NB7-11-134, nel 1982. Il codice di matrice del lato A era NB7-11-134-AM, mentre quello del lato B NB7-11-134-AS[2]; il 13 gennaio dello stesso anno è stato pubblicato, dalla stessa casa, il singolo[1], con al lato B Stop and Take the Time to Smell the Roses, con lo stesso numero di catalogo. I codici di matrice erano NB7-11-134-AS dl lato A e NB7-11-134-BS dl lato B[3] Il disco non entrò in classifica[1].
- In Italia la stessa etichetta pubblicò il disco, principalmente per le radio, nel 1981 con il numero di serie N BW 1716; il singolo venne distribuito dalla Durium. Il codice di matrice del lato A era DN. 38571 st., mentre quello del lato B DN. 38572 st.[4]
- In Francia la Boardwalk pubblicò il disco con il numero di serie 101629 il 13 gennaio 1982[5]
- In Germania la stessa casa pubblicò il singolo nel febbraio 1982 con il numero di serie 100-07-192. Il codice di matrice del lato A era IP 100.07.192 BZ 3149-A-2, mentre quello del lato B IP 100.07.192 BZ 3149-B[6]
- Nel novembre 1994, Private Property è stata pubblicata su vinile come lato B di Wrack My Brain negli Stati Uniti[7]

## Formazione
- Ringo Starr: voce, batteria
- Paul McCartney: cori, basso elettrico, pianoforte
- Howie Casey: sassofono
- Linda McCartney: cori
- Sheila Casey: cori
- Lezlee Livrano Pariser: cori

Howie Casey faceva parte della band Derry & the Seniors, la prima band liverpooliana che andò ad Amburgo.